# 340-ві
Правління синів Костянтина Великого у Римській імперії.  Імперія розділена на Східну Римську імперію, де править Констанцій II, і Західну Римську імперію, де править Констант.  У Китаї правління династії Цзінь. В Індії починається період імперії Гуптів.  В Японії триває період Ямато. У Персії править династія Сассанідів.
На території лісостепової України Черняхівська культура. У Північному Причорномор'ї готи й сармати.

## Події
- На кінець десятиліття імператор Заходу Констант зробив себе непопулярним у військах, був повалений і вбитий.
- Усе десятиліття тривала безрезультатна війна між римлянами й персами в Месопотамії.
- Понтифікат Папи Юлія I. У християнській церкві криза аріанства.